# Pratique fondée sur les preuves
Pour les articles homonymes, voir EBP.
La pratique fondée sur les preuves, sur les faits, ou sur des données probantes — evidence-based practice (EBP) en anglais — est une approche interdisciplinaire de la pratique clinique qui a gagné du terrain après son apparition au début des années 1990 par l'intermédiaire du médecin canadien Gordon Guyatt.
En 1992, une publication indique : « un nouveau paradigme émerge. La pratique fondée sur les données probantes diminue l'emphase donnée à l'intuition, à l'expérience clinique non systématique et à l'argumentation physiopathologique comme bases suffisantes à la prise de décision clinique et insiste sur l'examen des données issues de la recherche clinique ». Elle a commencé en médecine comme médecine factuelle (EBM) et se propage aux professions paramédicales de la santé, domaines éducatifs et autres.
L'EBP est traditionnellement définie comme un « tabouret à trois pieds » intégrant trois principes de base : (1) les meilleures preuves de recherche disponibles portant sur le fonctionnement d'un traitement ; (2) l'expertise clinique (jugement clinique et expérience) pour identifier rapidement l'état de santé et le diagnostic de chaque patient, leurs risques individuels et les avantages des interventions potentielles ; (3) les préférences et les valeurs du patient,.
La pratique comportementale fondée sur des données probantes ou evidence-based behavioral practice (EBBP) implique de prendre des décisions sur la façon de promouvoir la santé ou de prodiguer des soins en intégrant les meilleures données disponibles à l'expertise des praticiens, ainsi que les caractéristiques, état, besoins, valeurs et préférences de ceux qui seront affectés. Cela se fait d'une manière compatible avec le contexte environnemental et organisationnel, comme en témoignent les résultats de la recherche issus de la collecte systématique de données par l'observation et l'expérimentation et la formulation de questions et la vérification d'hypothèses.

## Influences récentes sur la médecine et l'éducation
Au cours des dernières années, l'EBP a été soulignée par des organisations professionnelles telles que l'American Psychological Association, l'American Occupational Therapy Association (en), l'American Nurses Association (en) et l'American Physical Therapy Association (en), qui ont également fortement recommandé à leurs membres de mener des enquêtes pour fournir des preuves soutenant ou rejetant l'utilisation d'interventions spécifiques. Des recommandations équivalentes s'appliquent à l'équivalent canadien de ces associations. Des pressions ont également été exercées en faveur de l'EBP par les prestataires d'assurance maladie publics et privés, qui ont parfois refusé de couvrir des pratiques qui manquaient de preuves systématiques d'utilité.
Les domaines de la pratique professionnelle, tels que la médecine, la psychologie, la psychiatrie, la réadaptation, etc., ont connu des périodes au cours desquelles la pratique reposait sur des connaissances éparses. Certains de ces savoirs étaient basés sur les expériences de générations de praticiens, et une grande partie d'entre eux n'avaient aucune preuve scientifique valable sur laquelle justifier diverses pratiques.
Dans le passé, cela a souvent laissé la porte ouverte au charlatanisme perpétré par des individus qui n'avaient aucune formation dans le domaine, mais qui souhaitaient donner l'impression qu'ils le faisaient, à des fins lucratives ou autres. Comme la méthode scientifique est de plus en plus reconnue comme un moyen de valider ces méthodes, la nécessité d'exclure les praticiens du charlatanisme est devenue évidente, non seulement pour préserver l'intégrité du domaine (en particulier la médecine), mais aussi protéger le public des dangers de leurs « guérisons ». En outre, même en l'absence de charlatanisme manifeste, il a été reconnu qu'il était utile d'identifier ce qui fonctionne réellement afin de pouvoir l'améliorer et le promouvoir.
La notion de pratique fondée sur des preuves a également eu une influence dans le domaine de l'éducation. Ici, certains commentateurs ont suggéré que le manque présumé de tout progrès remarquable est attribuable à la pratique reposant sur l'expérience non connectée et non cumulative de milliers d'enseignants individuels, chacun réinventant la poudre et ne tirant pas des preuves scientifiques solides de ce qui fonctionne. Les opposants à ce point de vue soutiennent que des preuves scientifiques rigoureuses constituent un abus de langage dans l'éducation ; savoir qu'un médicament fonctionne (en médecine) est totalement différent de savoir qu'une méthode d'enseignement fonctionne, car cette dernière dépendra d'une foule de facteurs, notamment ceux qui ont trait au style, à la personnalité et aux croyances de l'enseignant et aux besoins des enfants en particulier. Certains opposants à l'EBP dans l'éducation suggèrent que les enseignants doivent développer leur propre pratique personnelle, en fonction des connaissances personnelles recueillies grâce à leur propre expérience. D'autres soutiennent que cela doit être combiné avec des preuves de recherche, mais sans que ces dernières ne soient traitées comme une source privilégiée.

## Description
La pratique fondée sur des données probantes est une approche qui tente de préciser la façon dont les professionnels ou les autres décideurs devraient prendre des décisions en identifiant une preuve qu'il peut y avoir une pratique et en l'évaluant selon son degré de rigueur scientifique. Son objectif est d'éliminer les pratiques malsaines ou excessivement risquées en faveur de celles qui ont de meilleurs résultats.
L'EBP utilise diverses méthodes, comme : résumer soigneusement la recherche, publier des résumés de recherche accessibles, éduquer les professionnels sur la façon de comprendre et d'appliquer les résultats de recherche ; ceci pour encourager et, dans certains cas, forcer les professionnels et autres décideurs à accorder plus d'attention. Cela peut éclairer leur prise de décision. Lorsque l'EBP est appliqué, il encourage les professionnels à utiliser la meilleure preuve possible, c'est-à-dire, l'information la plus appropriée disponible.

## Mise en œuvre actuelle
Les principales activités à la base de la pratique fondée sur des données probantes peuvent être définies comme suit:
- une remise en question de l'approche de la pratique menant à l'expérimentation scientifique
- observation minutieuse, énumération et analyse remplaçant la description de cas anecdotique, par exemple, Dynamique d'EBSCO[9].
- l'enregistrement et le catalogage de la preuve pour la récupération systématique[10].

Une grande partie du crédit pour les techniques EBP d'aujourd'hui appartient à Archie Cochrane, un épidémiologiste, auteur du livre, Efficacité et efficience: Réflexions aléatoires sur les services de santé. Cochrane a suggéré que, parce que les ressources seraient toujours limitées, elles devraient être utilisées pour fournir des formes de soins de santé dont l'efficacité a été démontrée par des évaluations bien conçues. Cochrane a soutenu que les preuves les plus fiables étaient celles qui provenaient d'Essai randomisé contrôlé.
L'une des principales raisons pour lesquelles les EBP ont été intégrées avec succès dans les services de traitement est la grande quantité d'études reliant les meilleurs résultats de santé des patients et l'attitude générale selon laquelle les traitements devraient être basés sur des preuves scientifiques. Il est maintenant supposé que les professionnels doivent être bien informés et à jour avec les connaissances les plus récentes afin de mieux servir leurs patients et rester pertinents sur le plan professionnel.

## Face à la tradition
La pratique fondée sur des preuves implique une prise de décision complexe et consciencieuse qui repose non seulement sur les données probantes disponibles, mais également sur les caractéristiques, les situations et les préférences des patients. Il reconnaît que les soins sont individualisés et en constante évolution et comportent des incertitudes et des probabilités.
L'EBP développe des lignes directrices individualisées de bonnes pratiques pour informer que l'amélioration de n'importe quelle tâche professionnelle est à portée de main. La pratique fondée sur des données probantes est une approche philosophique qui s'oppose aux règles empiriques, au folklore et à la tradition. Des exemples de dépendance à l'égard de « la façon dont cela a toujours été fait » peuvent être trouvés dans presque toutes les professions, même lorsque ces pratiques sont contredites par des informations nouvelles et meilleures.
Cependant, en dépit de l'enthousiasme pour l'EBP au cours des deux dernières décennies, certains auteurs ont redéfini l'EBP d'une manière qui contredit, ou du moins ajoute d'autres facteurs, à l'accent mis initialement sur les fondements de la recherche empirique. Par exemple, l'EBP peut être définie comme des choix thérapeutiques fondés non seulement sur la recherche des résultats, mais aussi sur la sagesse pratique (l'expérience du clinicien) et sur les valeurs personnelles (préférences et hypothèses du patient et de sa famille ou sous-culture).
Les scientifiques orientés vers la recherche, par opposition aux auteurs, testent si des pratiques particulières fonctionnent mieux pour différentes sous-cultures ou types de personnalité, plutôt que d'accepter simplement les idées reçues. Par exemple, le projet MATCH (en), étude conduite sur de nombreux sites aux États-Unis par l'Institut national sur l'abus d'alcool et l'alcoolisme (NIAAA) a testé si plusieurs types de patients ayant une dépendance à l'alcool bénéficieraient différemment de trois différentes approches de traitement auxquelles ils étaient assignés aléatoirement. L'idée n'était pas de tester les approches mais l'adéquation des patients aux traitements, et bien que cela ait éludé la question du choix du patient, elle a démontré un manque de différence entre les différentes approches indépendamment des caractéristiques du patient, exception faite des patients dont les scores de colère se sont améliorés avec l'approche de stimulation motivationnelle (en) non conflictuelle qui a été démontrée supérieure dans une méta-analyse de la recherche sur les résultats du traitement de l'alcool.
Les théories de la pratique fondée sur des preuves deviennent de plus en plus courantes dans les soins infirmiers. Les infirmières « préparées au baccalauréat doivent chercher et collaborer avec d'autres types d'infirmières pour démontrer les aspects positifs d'une pratique fondée sur des données probantes[réf. souhaitée] ». Examiner quelques types d'articles pour voir comment ce type de pratique a influencé la norme des soins est important mais rarement valable en soi. Aucun des articles ne précise quels sont leurs biais. La pratique basée sur les preuves a acquis sa réputation en examinant les raisons pour lesquelles toutes les procédures, tous les traitements et tous les médicaments sont donnés. Ceci est important pour affiner la pratique de sorte que l'objectif d'assurer la sécurité des patients est atteint.

## Résultats de recherche et domaines d'application
Les décisions de conception et de développement fondées sur des données probantes sont prises après avoir examiné des informations provenant de collectes de données rigoureuses répétées au lieu de s’appuyer sur des règles, des observations uniques ou des règles personnalisées. La médecine fondée sur les faits et la pratique infirmière fondée sur des données probantes sont les deux domaines les plus importants qui utilisent cette approche. En psychiatrie et en santé mentale communautaire, des guides de pratique fondés sur des données factuelles ont été créés par des organismes tels que l’Administration des services de toxicomanie et de santé mentale (SAMHSA (en)) et la Fondation Robert Wood Johnson, en collaboration avec l’Alliance nationale pour la maladie mentale (NAMI (en). Les pratiques fondées sur des données probantes se sont désormais étendues à divers domaines en dehors de la santé où les mêmes principes sont connus sous des noms tels que politique fondée sur les preuves, politique axée sur les résultats, gestion axée sur les résultats, pratique fondée sur des données probantes, etc.
Ce modèle de soins a été étudié pendant 30 ans dans les universités et fait progressivement son entrée dans le secteur public. Il s'éloigne effectivement de l'ancien « modèle médical » basé sur la prise systématique de médicament à un « modèle soutenu par des preuves » en utilisant le patient comme point de départ du diagnostic. Les EBP sont employés dans les domaines des soins de santé, de la justice pour mineurs, de la santé mentale et des services sociaux, entre autres. Les théories de la pratique fondée sur des preuves deviennent de plus en plus courantes dans les soins infirmiers.
Les éléments clés dans l'utilisation des meilleures preuves pour guider la pratique de tout professionnel incluent le développement de questions en utilisant des preuves basées sur la recherche, le niveau et les types de preuves à utiliser et l'évaluation de l'efficacité après la tâche ou l'effort. Un problème évident avec l'EBP dans n'importe quel domaine est l'utilisation de preuves de qualité médiocre, contradictoires ou incomplètes. La pratique fondée sur des données probantes continue d'être un corpus de travail en développement pour des professions aussi diverses que l'éducation, la psychologie, l'économie, les soins infirmiers, le travail social et l'architecture.

### Psychologie
La pratique de la psychologie fondée sur des données probantes exige que les praticiens suivent des approches et des techniques psychologiques fondées sur un type particulier de données de recherche.
Les critères pour les thérapies soutenues empiriquement ont été définis par Chambless et Hollon (1998). Par conséquent, une thérapie est considérée comme « efficace et spécifique » s'il existe des preuves provenant d'au moins deux contextes dans lesquels elle est supérieure à une pilule ou à un placebo psychologique ou à un autre traitement de bonne foi. S'il existe des preuves à partir de deux paramètres ou plus que le traitement est supérieur à l'absence de traitement, il est considéré comme efficace. Si une ou plusieurs études basées sur un seul paramètre, la thérapie est considérée comme potentiellement efficace en attendant la réplication. En suivant ces lignes directrices, la thérapie cognitivo-comportementale (TCC) se distingue par son soutien empirique à un large éventail de symptômes chez les adultes, les adolescents et les enfants. L'expression « pratique fondée sur des preuves » n'est pas toujours utilisée de manière aussi rigoureuse et de nombreux psychologues affirment suivre des « approches fondées sur des preuves » même lorsque les méthodes utilisées ne répondent pas aux critères établis pour l'efficacité. En réalité, tous les praticiens en santé mentale ne reçoivent pas de formation sur les approches fondées sur des données probantes, et les membres du public ignorent souvent l'existence de pratiques fondées sur des données probantes. Cependant, rien ne garantit que les praticiens de la santé mentale formés aux « approches fondées sur des données probantes » soient plus efficaces ou plus sûrs que ceux formés aux autres modalités. Par conséquent, les patients ne reçoivent pas toujours les traitements les plus efficaces, sûrs et rentables disponibles. Pour améliorer la diffusion des pratiques fondées sur des données probantes, l'Association pour les thérapies comportementales et cognitives (ABCT) et la Société de psychologie clinique de l'enfant et de l'adolescent (SCCAP, Division 53 de l'American Psychological Association) maintiennent à jour des informations sur les pratiques evidence-based sur leurs sites internet à destination des praticiens et du grand public. Il convient de noter que « fondé sur des données probantes » est un terme technique, et que de nombreux traitements reposant sur des décennies d’éléments prouvent leur efficacité et ne sont pas considérés comme « fondés sur des données probantes ».
Certaines discussions sur les EBP dans les milieux de la psychologie clinique distinguent ces dernières des « traitements pris en charge de manière empirique » (EST). Les EST ont été définies comme « des traitements psychologiques clairement spécifiés comme étant efficaces dans des recherches contrôlées avec une population délimitée ». Ceux qui distinguent les EBP des EST soulignent l'importance plus grande qu'accorde l'EBP à l'intégration des "trois piliers" que sont les données probantes issues de la recherche, l'expertise des cliniciens et les valeurs des clients. Dans cette dernière perspective, les EST sont censés mettre l’accent principal ou exclusif sur le premier "pilier", à savoir les preuves de recherche,.

### Niveaux de preuve et évaluation de la recherche
Les conclusions sur les résultats de la recherche étant probabilistes, il est impossible de travailler avec deux catégories simples de rapports de recherche sur les résultats. Les résultats de la recherche ne se limitent pas aux catégories « fondé sur des données probantes » et « non fondé sur des preuves », mais peuvent aller de l'un à l'autre, selon des facteurs tels que la conception et la réalisation de l'étude. L'existence de ce continuum nécessite de penser en termes de « niveaux de preuve » ou de catégories de preuves plus fortes ou plus faibles de l'efficacité d'un traitement. Pour classer un rapport de recherche en tant que preuve forte ou faible d'un traitement, il est nécessaire d'évaluer la qualité de la recherche ainsi que les résultats rapportés.
L'évaluation de la qualité de la recherche peut être une tâche difficile nécessitant une lecture minutieuse des rapports de recherche et des informations de base. Il n'est peut-être pas approprié d'accepter simplement la conclusion rapportée par les chercheurs ; par exemple, dans une enquête sur les études de résultats, 70% ont été jugés injustifiés par leur conception de la recherche.
Bien que la prise en compte précoce des problèmes d'EBP par les psychologues fournisse une définition stricte mais simple de l'EBP, nécessitant deux essais contrôlés randomisés indépendants soutenant l'efficacité d'un traitement, il est devenu évident que des facteurs supplémentaires devaient être pris en compte. Ceux-ci incluaient à la fois le besoin de niveaux de preuve inférieurs mais toujours utiles, et la nécessité de demander même que les essais randomisés « de référence » répondent à d'autres critères.
Un certain nombre de protocoles d'évaluation des rapports de recherche ont été suggérés et seront résumés ici. Certains d'entre eux divisent les données de recherche de manière dichotomique en catégories EBP et non-EBP, tandis que d'autres utilisent des niveaux de preuve multiples. Bien que les critères utilisés par les différents protocoles se chevauchent dans une certaine mesure, ils ne le font pas complètement.
L'approche du Kaufman Best Practices Project n'utilisait pas de catégorie EBP en soi, mais fournissait plutôt un protocole pour sélectionner le traitement le plus acceptable parmi un groupe d'interventions destinées à traiter les mêmes problèmes. Pour être désigné comme meilleure pratique, un traitement devrait avoir une base théorique solide, une acceptation générale dans la pratique clinique et une littérature anecdotique ou clinique considérable. Ce protocole nécessite également l'absence de preuve de préjudice, au moins une étude contrôlée randomisée, des publications descriptives, une quantité raisonnable de formation nécessaire et la possibilité d'être utilisé dans des environnements communs. Ce protocole omet la possibilité de conceptions non randomisées (dans lesquelles les clients ou les praticiens décident si une personne recevra un certain traitement), la nécessité de spécifier le type de groupe de comparaison utilisé, l’existence de variables confondantes, la fiabilité ou la validité de la mesure des résultats, le type d'analyse statistique requis ou un certain nombre d'autres facteurs requis par certains protocoles d'évaluation.
Un protocole proposé par Saunders et al. attribue des rapports de recherche à six catégories, en fonction de la conception de la recherche, du contexte théorique, des preuves de préjudice possible et de l'acceptation générale. Pour être classé sous ce protocole, il doit y avoir des publications descriptives, y compris un manuel ou une description similaire de l'intervention. Ce protocole ne tient pas compte de la nature d’un groupe de comparaison, de l’effet des variables de confusion, de la nature de l’analyse statistique ou d’un certain nombre d’autres critères. Les interventions sont évaluées comme appartenant à la catégorie 1, des traitements efficaces et bien étayés, si deux ou plusieurs études contrôlées randomisées comparent le traitement cible à un traitement alternatif approprié et présentent un avantage significatif pour le traitement cible. Les interventions sont assignées à la catégorie 2, traitement soutenu et probablement efficace, basé sur les résultats positifs de conceptions non randomisées avec une forme de contrôle, pouvant impliquer un groupe non traité. La catégorie 3, traitement pris en charge et acceptable, comprend des interventions appuyées par une étude contrôlée ou non contrôlée, ou par une série d’études à sujet unique, ou par un travail avec une population différente de celle qui présente un intérêt. La catégorie 4, traitement prometteur et acceptable, comprend des interventions qui ne bénéficient d'aucun soutien, à l'exception de l'acceptation générale et de la littérature clinique anecdotique; toutefois, toute preuve de préjudice possible exclut les traitements de cette catégorie. La catégorie 5, traitement innovateur et nouveau, comprend des interventions qui ne sont pas considérées comme nuisibles, mais qui ne sont ni largement utilisées ni discutées dans la littérature. La catégorie 6, concernant le traitement, est la classification des traitements susceptibles de nuire, ainsi que des fondements théoriques inconnus ou inappropriés.
Un rapport du Centre for Reviews and Dissemination (en), préparé par Khan et al., propose un protocole d'évaluation de la qualité de la recherche conçu comme une méthode générale pour évaluer les interventions à la fois médicales et psychosociales. Tout en encourageant fortement l'utilisation de conceptions randomisées, ce protocole a noté que ces conceptions n'étaient utiles que si elles répondaient à des critères exigeants, tels qu'une randomisation et une dissimulation réelles du groupe de traitement assigné par le client et par d'autres, y compris les personnes évaluant le résultat. Le protocole de Khan et al. soulignait la nécessité de faire des comparaisons sur la base de l’intention de traiter afin d’éviter les problèmes liés à une plus grande attrition dans un groupe. Le protocole Khan et al. présentait également des critères exigeants pour les études non randomisées, y compris l'appariement des groupes sur les variables de confusion potentielles et des descriptions adéquates des groupes et des traitements à chaque stade, et la dissimulation du choix du traitement chez les personnes évaluant les résultats. Ce protocole ne fournissait pas une classification des niveaux de preuve, mais incluait ou excluait les traitements de la classification comme étant basés sur des preuves, selon que la recherche répondait aux normes indiquées.

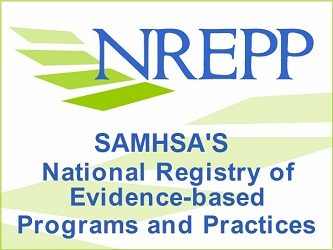
Logo du National Registry of Evidence-based Programs and Practices (NREPP), fondé par la SAMHSA.

Un protocole d’évaluation a été mis au point par le Registre national des pratiques et programmes fondés sur des données probantes (NREPP (en)) des États-Unis. L'évaluation dans le cadre de ce protocole ne se produit que si une intervention a déjà produit un ou plusieurs résultats positifs, avec une probabilité inférieure à 0,05, si ceux-ci ont été publiés dans une revue évaluée par des pairs ou un rapport d'évaluation et du matériel de formation a été mis à disposition. L'évaluation du NREPP, qui attribue des notes qualitatives de 0 à 4 à certains critères, examine la fiabilité et la validité des indicateurs de résultats utilisés dans la recherche, les preuves de la fidélité à l'intervention (utilisation prévisible du traitement de la même manière à chaque fois), les niveaux de données manquantes et d'attrition, les variables confusionnelles potentielles et la pertinence du traitement statistique, y compris la taille de l'échantillon.
Un protocole proposé par Mercer et Pignotti utilise une taxonomie destinée à classer à la fois la qualité de la recherche et d’autres critères. Dans ce protocole, les interventions fondées sur des preuves sont celles appuyées par un travail avec des conceptions randomisées utilisant des comparaisons avec des traitements établis, des réplications indépendantes des résultats, une évaluation aveugle des résultats et l'existence d'un manuel. Les interventions fondées sur des données probantes sont celles soutenues par des conceptions non randomisées, y compris les conceptions intra-sujets et répondant aux critères de la catégorie précédente. Les traitements fondés sur des preuves impliquent des études de cas ou des interventions testées sur des populations autres que le groupe ciblé, sans répétitions indépendantes ; un manuel existe et il n'y a aucune preuve de préjudice ou de potentiel de préjudice. Les interventions fondées sur la croyance ne comportent pas de rapports de recherche ou de rapports basés sur des cas composites ; ils peuvent être fondés sur des principes religieux ou idéologiques ou peuvent se fonder sur une théorie acceptée sans justification acceptable ; il peut y avoir ou non un manuel, et il n'y a aucune preuve de préjudice ou de risque de préjudice. Enfin, la catégorie des traitements potentiellement nuisibles comprend des interventions telles que des effets mentaux ou physiques préjudiciables ont été documentés, ou un manuel ou une autre source indique un risque.
Des protocoles d'évaluation de la qualité de la recherche sont encore en développement. Jusqu'à présent, les protocoles disponibles accordent relativement peu d'attention à la pertinence de la recherche sur les résultats pour l'efficacité (résultat d'un traitement effectué dans des conditions idéales) ou à l'efficience (résultat du traitement effectué dans des conditions normales et prévisibles).

### Production de preuves
Un processus qui fournit une procédure normalisée pour ceux qui cherchent à produire des preuves de l'efficacité des interventions a été spécifié. Conçue à l'origine pour établir des processus de production de preuves dans le secteur du logement, la norme est de nature générale et s'applique à divers domaines de pratique et à des résultats potentiels.

### Méta-analyses et synthèses de recherches systématiques
Quand il y a beaucoup d'études de petite taille ou faibles sur une intervention, une méta-analyse statistique peut être utilisée pour coordonner les résultats des études et tirer une conclusion plus forte sur le résultat du traitement. Cela peut être une contribution importante à l’établissement d’une base de données probantes sur une intervention.
Dans d'autres situations, des faits sur un groupe de résultats d'études peuvent être rassemblés et discutés sous la forme d'une synthèse de recherche systématique, laquelle (voir aussi revue systématique) peut être plus ou moins utile, selon le protocole d'évaluation choisi, car des erreurs dans le choix ou l'utilisation d'un protocole ont conduit à des rapports fallacieux. La pertinence d'un rapport SRS sur une intervention est limitée par la qualité de la recherche considérée, mais les rapports SRS peuvent être utiles aux lecteurs cherchant à comprendre les choix liés à l'EBP.
Miller et al. fournissent un exemple et une explication de l'utilisation de la méta-analyse pour examiner la recherche sur les résultats du traitement, en incorporant les principes de la recherche empirique rigoureuse à la fin du continuum des niveaux de preuve. Ce manuel explique également comment la recherche incluse a été sélectionnée (par exemple, une étude contrôlée portant sur deux approches différentes, apparaissant dans une revue à comité de lecture, avec suffisamment de pouvoir pour trouver des différences significatives) et comment la validité de chaque étude a été vérifiée (comment le résultat a-t-il été mesuré ?) et estimée fiable (les chercheurs ont-ils fait ce qu'ils ont dit ?), etc. pour créer un score cumulatif de preuves pondéré par la qualité de l'étude (et non par le résultat) afin que les  meilleures évaluations de la qualité méthodologique aient plus de poids que les études plus faibles. Les résultats conduisent à un classement des 48 modalités de traitement incluses et fournissent une base pour la sélection d'approches de traitement supportables au-delà des anecdotes, des traditions et du folklore.

### Politique sociale
Il y a de plus en plus de demandes pour que toute la gamme des politiques sociales et autres décisions et programmes gérés par le gouvernement et le secteur des ONG repose sur des preuves solides de leur efficacité. Cela a permis de mettre davantage l'accent sur l'utilisation d'un large éventail d'approches d'évaluation visant à obtenir des données probantes sur les programmes sociaux de tous types. Une collaboration de recherche appelée Campbell Collaboration (en) a été mise en place dans le domaine de la politique sociale afin de fournir des données probantes pour la prise de décision en matière de politique sociale fondée sur des preuves. Cette collaboration suit l'approche lancée par la Collaboration Cochrane en sciences de la santé. L’utilisation d’une approche de la politique sociale fondée sur des données factuelles présente un certain nombre d’avantages car elle peut réduire la tendance à exécuter des programmes socialement acceptables (éducation aux drogues dans les écoles, par exemple) mais souvent inefficaces lorsqu’ils sont évalués. Plus récemment, l’Alliance for Useful Evidence a été créée pour promouvoir l’utilisation des données probantes dans les politiques et les pratiques sociales. Il s'agit d'un réseau à l'échelle du Royaume-Uni qui encourage l'utilisation de données probantes de haute qualité pour éclairer les décisions en matière de stratégie, de politique et de pratique. L'agence a publié un guide de pratique utile avec l'équipe des compétences d'innovation de NESTA (en) sur l'utilisation efficace des données de recherche en 2016.
Le concept de politique et de pratique fondées sur des données probantes dans le cadre du développement international (en) est également mis en avant. Par exemple, dans une revue de la littérature axée sur le développement, une approche intégrée, participative, structurée et efficace pour utiliser les données probantes et les données dans la prise de décision pour éclairer les décisions de développement était liée à de meilleurs résultats.

## Critiques de l′Evidence-based practice
Aux États-Unis, les critiques et problèmes de l′evidence-based practice dans diverses disciplines ont été mises en avant dès les années 2000.
La pratique fondée sur les preuves est reconnue globalement pour être une démarche purement empirique - contrôlée sans « expérience naturelle » - usant de la méthode expérimentale. Or, cette démarche est connue depuis longtemps pour être limitée d'un point de vue philosophique et doctrinal, épistémologique et méthodologique, pratique et théorique.[réf. souhaitée] Les pratiques fondées sur les preuves sont ainsi considérées comme du techno-scientisme voir « la misère du scientisme ». L'Evidence Based touche aujourd'hui tous les domaines de la santé (médecine, kiné, infirmerie, psychiatrie...), de la psychologie, du management, de l'éducation, de l'économie , de la politique, en statistique... etc. Or, les critiques et la mise en avant des erreurs par les chercheurs du « bon bout de la raison » (Roulatabille) et les praticiens du « bon sens » (Descartes) sont exactement les mêmes.
Les débats aux États-Unis, où l'empirisme et le pragmatisme sont rois, tendent à une promotion inconsciente d'une démarche dialectique dite pratiques fondées sur la science(Science-based) avec notamment la nécessité d'un cadre théorique afin d'expliciter les faits. Les critiques en France vont plutôt vers une défense du « noyau rationnel de la dialectique » (Pascal, Descartes, Hegel, Karl Marx, Alexandre Zinoviev, Émile Jalley), soit de la complexité (Edgar Morin), dans les théories et les pratiques.

### En français
- Allison Padfield Francis, « La pratique fondée sur des données probantes en santé des femmes : la collecte de données simplifiée! », Physiotherapy Canada, vol. 61, no 1,‎ 2009, p. 3–4 (ISSN 0300-0508, PMCID PMC2788321, DOI 10.3138/physio.61.1.3, lire en ligne, consulté le 24 août 2018)
- Marcel Bouffard « Pour une pratique fondée sur des données probantes “Evidence Based Practice“ (EBP) en activité physique adaptée : perspectives et enjeux », La nouvelle revue de l'adaptation et de la scolarisation, 2012/2 (No 58), p. 77-88. DOI : 10.3917/nras.058.0077. [lire en ligne]
- Clar, Monique, « Introduction à la pratique fondée sur des données probantes  en sciences de la santé », 2013
- Gentizon Jenny, Borrero Patricia, Vincent-Suter Sonja et al., « La pratique fondée sur des preuves chez les infirmières de centres hospitaliers universitaires en Suisse romande : étude descriptive et corrélationnelle », Recherche en soins infirmiers, 2016/4 (No 127), p. 28-42. DOI : 10.3917/rsi.127.0028. [lire en ligne]
- Patrice Piette, Gaël Piette et Yannick Barde-Cabusson, « L’EBP : bullshit ou pas ? », Kinésithérapie, la Revue, vol. 18, no 194,‎ février 2018, p. 25 (ISSN 1779-0123, DOI 10.1016/j.kine.2017.11.046, lire en ligne)

### En anglais
- Dale AE, « Evidence-based practice: compatibility with nursing », Nurs Stand, vol. 19, no 40,‎ 2005, p. 48–53 (PMID 15977490, DOI 10.7748/ns2005.06.19.40.48.c3892)
- D.M. Berke, C.A. Rozell, T.P. Hogan, J.A. Norcross et C.P. Karpiak, « What clinical psychologists know about evidence-based practice: familiarity with online resources and research methods », Journal of Clinical Psychology, vol. 67, no 4,‎ avril 2011, p. 329–39 (PMID 21365636, DOI 10.1002/jclp.20775, lire en ligne)
- Chambless DL, Hollon SD, « Defining empirically supported therapies », J Consult Clin Psychol, vol. 66, no 1,‎ février 1998, p. 7–18 (PMID 9489259, DOI 10.1037/0022-006X.66.1.7, lire en ligne)
- A. DiCenso, N. Cullum et D. Ciliska, « Implementing evidence-based nursing: some misconceptions », Evidence Based Nursing, vol. 1, no 2,‎ 1998, p. 38–40 (DOI 10.1136/ebn.1.2.38, lire en ligne)
- French P, « What is the evidence on evidence-based nursing? An epistemological concern », J Adv Nurs, vol. 37, no 3,‎ février 2002, p. 250–57 (PMID 11851795, DOI 10.1046/j.1365-2648.2002.02065.x, lire en ligne)
- Diana J. Mason, Judith K. Leavitt et Mary W. Chaffee, Policy and Politics in Nursing and Health Care : Text and E-Book Package, Elsevier, 2006, 5e éd., 1066 p. (ISBN 1-4160-6716-7)
- B.M. Melnyk, E. Fineout-Overholt, B.M. Melnyk (dir.) et Fineout-Overholt (dir.), Evidence-based practice in nursing & healthcare. A guide to best practice, Lippincott Williams & Wilkins, 2005 (ISBN 0-7817-4477-6), « Making the case for evidence-based practice », p. 3–24
- Mitchell GJ, « Evidence-based practice: critique and alternative view », Nurs Sci Q, vol. 12, no 1,‎ janvier 1999, p. 30–35 (PMID 11847648, DOI 10.1177/08943189922106387, lire en ligne)
- D.A. Patterson-Silver Wolf, C.N. Dulmus et E. Maguin, « Empirically supported treatment’s impact on organizational culture and climate », Research on Social Work Practice, vol. 22, no 6,‎ 2012, p. 665–71 (PMCID 3520434, DOI 10.1177/1049731512448934, lire en ligne)
- D.L. Sackett, S.E. Straus, W.S. Richardson, W. Rosenberg et R.B. Haynes, Evidence-based medicine : How to practice and teach EBM, vol. 2, Londres, Churchill Livingstone, 2000 (ISBN 0-443-06240-4)
- B. Spring, K. Hitchcock, I.B. Weiner (dir.) et W.E. Craighead (dir.), Corsini’s Encyclopedia of Psychology and Behavioral Science, vol. 2, Wiley, 2010, 4e éd., 528 p. (ISBN 978-0-470-17026-7 et 0-470-17026-3, lire en ligne), « Evidence-based practice in psychology », p. 604–
- (en) B. Spring, K. Neville et D.H. Barlow (dir.), The Oxford Handbook of Clinical Psychology, Oxford, Oxford University Press, coll. « Oxford Library of Psychology Series », 2014, 945 p. (ISBN 978-0-19-932871-0, lire en ligne), « Evidence-based practice in clinical psychology », p. 128–49
- Liz Trinder et Shirley Reynolds, Evidence-based practice : A critical Appraisal, Blackwell science, 2000, 250 p. (ISBN 0-632-05058-6)